# William Dufour
William Dufour, född 28 januari 2002, är en kanadensisk professionell ishockeyforward som är kontrakterad till New York Islanders i National Hockey League (NHL) och spelar för Bridgeport Islanders i American Hockey League (AHL).
Han har tidigare spelat för Huskies de Rouyn-Noranda, Saguenéens de Chicoutimi, Voltigeurs de Drummondville och Saint John Sea Dogs i Ligue de hockey junior majeur du Québec (LHJMQ).
Dufour draftades av New York Islanders i femte rundan i 2020 års draft som 152:a spelare totalt.

## Statistik
| 2015–2016    | Cyclone de Québec                    |              | 29  | 7   | 13  | 20  | 38  | 4 | 0 | 0 | 0 | 4  |
| 2016–2017    | Typhon de Québec                     |              | 30  | 13  | 11  | 24  | 20  | 5 | 5 | 1 | 6 | 8  |
|              | Typhon de Québec midget espoir       |              | 4   | 2   | 0   | 2   | 2   | — | — | — | — | —  |
| 2017–2018    | Blizzard du Séminaire Saint-François | LHMAAAQ      | 36  | 17  | 19  | 36  | 16  | 6 | 1 | 2 | 3 | 10 |
| 2018–2019    | Huskies de Rouyn-Noranda             | LHJMQ        | 29  | 5   | 3   | 8   | 12  | — | — | — | — | —  |
|              | Saguenéens de Chicoutimi             | LHJMQ        | 26  | 4   | 9   | 13  | 12  | 4 | 1 | 0 | 1 | 2  |
| 2019–2020    | Saguenéens de Chicoutimi             | LHJMQ        | 31  | 10  | 12  | 22  | 24  | — | — | — | — | —  |
|              | Voltigeurs de Drummondville          | LHJMQ        | 28  | 18  | 15  | 33  | 30  | — | — | — | — | —  |
| 2020–2021    | Voltigeurs de Drummondville          | LHJMQ        | 23  | 17  | 12  | 29  | 32  | — | — | — | — | —  |
| 2021–2022    | Saint John Sea Dogs                  | LHJMQ        | 66  | 56  | 60  | 116 | 40  | 5 | 2 | 2 | 4 | 6  |
| 2022–2023    | New York Islanders                   | NHL          | 1   | 0   | 0   | 0   | 0   | — | — | — | — | —  |
|              | Bridgeport Islanders                 | AHL          | 37  | 13  | 12  | 25  | 19  | — | — | — | — | —  |
| NHL totalt   | NHL totalt                           | NHL totalt   | 1   | 0   | 0   | 0   | 0   | — | — | — | — | —  |
| LHJMQ totalt | LHJMQ totalt                         | LHJMQ totalt | 203 | 110 | 111 | 221 | 150 | 9 | 3 | 2 | 5 | 8  |

### Internationellt
| Källa: Uppdaterad: 2023-01-20 | Källa: Uppdaterad: 2023-01-20 | Källa: Uppdaterad: 2023-01-20 |         | Utv = Utvisningsminuter | Utv = Utvisningsminuter | Utv = Utvisningsminuter | Utv = Utvisningsminuter | Utv = Utvisningsminuter |
| År                            | Lag                           | Mästerskap                    | Matcher | Mål                     | Assist                  | Poäng                   | Utv                     |                         |
| ----------------------------- | ----------------------------- | ----------------------------- | ------- | ----------------------- | ----------------------- | ----------------------- | ----------------------- | ----------------------- |
| 2022                          | Kanada                        | JVM                           | 7       | 3                       | 4                       | 7                       | 2                       |                         |
| Junior totalt                 | Junior totalt                 | Junior totalt                 | 7       | 3                       | 4                       | 7                       | 2                       |                         |